# Johan Carl Silfversparre
Johan Carl Silfversparre, född 1681, död 1 november 1752, var en svensk militär.
Silfversparre blev volontär vid flottan 1696 och arklimästare där 1700. Han tog avsked därifrån 1701. Samma år blev Silfversparre musketerare vid guvernörsregementet i Riga, 1702 sergeant vid Upplands ståndsdragonregemente, kornett där 1703, löjtnant vid Västgöta tremänningsinfanteriregemente 1704, kapten där samma år, kapten vid Kronobergs regemente 1709 och major där 1710. Han deltog i landstigningen vid Humlebæk 1700, slaget vid Hummelshof 1702 där han sårades i högra knäet och huvudet samt i slaget vid Helsingborg 1710, där han sårades i högra låret och vänstra benet. År 1710 blev han överadjutant hos Jacob Burensköld och beordrades som chef för 800 man till besättning på örlogsflottan, och deltog i slaget vid Kögebukten. Silfversparre deltog 1712 i belägringen av Stade och blev fången där 7 september, men utväxlades efter tre månader. Han blev åter fången vid kapitulationen i Tönningen men frisläpptes för att sändas som kurir från Magnus Stenbock till Karl XII, och befordrades kort därefter till överstelöjtnant vid regementet. Silfversparre deltog även i belägringen av Wismar och belägringen av Fredrikshald 1718. Han blev 1739 överste och var 1739–1750 chef för Hälsinge regemente. Silfversparre deltog i hattarnas ryska krig och blev efter krigsslutet i februari 1743 kallad till Stockholm där han arresterades och i augusti inför en ständernas kommission dömdes att avstå ett års lön till Vadstena krigsmanshuskassa för oförsiktiga råd under fälttåget i Finland. Han blev 1748 riddare av Svärdsorden.
Johan Carl Silfversparre var son till överstelöjtnant Carl Silfversparre och Catharina Maria Utter samt dotterson till Johan Persson Utter. Han var bror till Per Silfversparre.